# Instrument transpositeur

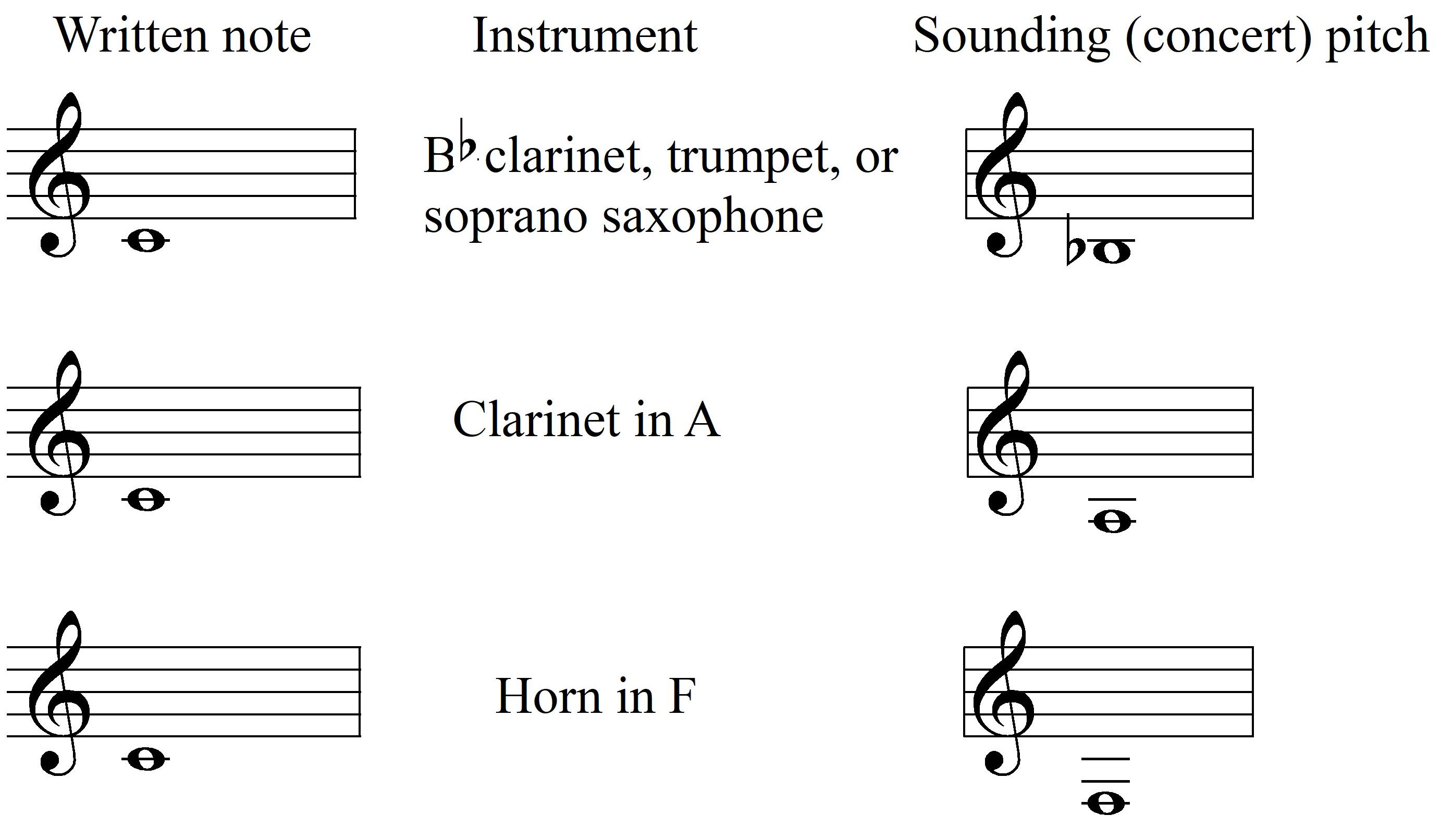
Exemple de transposition

En musique, un instrument transpositeur est un instrument dont les partitions s’écrivent, par convention, transposées, c’est-à-dire que les sons écrits sont décalés par rapport aux sons produits selon un intervalle fixe.
Concrètement, l'instrument produit une note différente de celle écrite sur la partition. Par exemple, lorsqu'un trompettiste joue un do écrit sur sa partition avec une trompette en si ♭, le son réel est un si ♭ ou, dans le cas du cor en fa, un do écrit fait entendre un fa.
L'intérêt de ce procédé est de permettre à un instrumentiste de jouer d'une famille d'instruments avec un doigté identique pour tous ces instruments, celui-ci ne dépendant ainsi que des notes lues sur la partition.

## Principe
Par convention, la note de référence est un la de fréquence 440 Hz. C'est une norme internationale, pour la musique occidentale moderne en tout cas. C'est sur cette note que s'accordent tous les instruments (pour simplifier ; dans la pratique, ce n'est pas tout à fait le cas). Et, selon cette même convention, la gamme de référence est la gamme de do (do, ré, mi, fa, sol, la, si, do). Les sons correspondant à ces notes sont appelés sons réels, ce sont les notes que l'on entend.
Pour de nombreux instruments, il y a un décalage entre le doigté de l’instrument et le son réel produit.
L'amplitude du décalage — appelé transposition — est en partie indiquée dans la désignation de la tonalité de l'instrument, tel que « clarinette en si ♭ », « trompette en si ♭ », « cor en fa » : la note désignée correspond au son entendu lorsque l'instrumentiste lit un do sur sa partition. Ainsi quand un instrument en X joue un do, le son réel entendu est la note X, le joueur de cor en fa lisant un do jouera en réalité un fa en son réel.
| Note sur la partition                       | do   | do ♯ ré ♭ | ré  | ré ♯ mi ♭ | mi   | fa   | fa ♯ sol ♭ | sol  | sol ♯ la ♭ | la    | la ♯ si ♭ | si   | do   |
| ------------------------------------------- | ---- | --------- | --- | --------- | ---- | ---- | ---------- | ---- | ---------- | ----- | --------- | ---- | ---- |
| Son réel entendu pour un instrument en ut   | do   | ré ♭      | ré  | mi ♭      | mi   | fa   | sol ♭      | sol  | la ♭       | la    | si ♭      | si   | do   |
| Son réel entendu pour un instrument en si ♭ | si ♭ | si        | do  | ré ♭      | ré   | mi ♭ | mi         | fa   | sol ♭      | sol   | la ♭      | la   | si ♭ |
| Son réel entendu pour un instrument en la   | la   | si ♭      | si  | do        | ré ♭ | ré   | mi ♭       | mi   | fa         | sol ♭ | sol       | la ♭ | la   |
| Son réel entendu pour un instrument en fa   | fa   | sol ♭     | sol | la ♭      | la   | si ♭ | si         | do   | ré ♭       | ré    | mi ♭      | mi   | fa   |
| Son réel entendu pour un instrument en mi ♭ | mi ♭ | mi        | fa  | sol ♭     | sol  | la ♭ | la         | si ♭ | si         | do    | ré ♭      | ré   | mi ♭ |

## Explications

### Principe physique
La fréquence d'un son dépend de la longueur de la colonne d'air mise en résonance. Autrement dit, c'est la longueur de l'instrument qui détermine la note.
En pratique, un contretuba est plus gros (5,5 m) et plus grave qu'un euphonium (2,7 m), qui est lui-même plus gros et plus grave qu'une trompette (1,4 m). De même, pour faire une note plus aiguë à la guitare, on appuie sur la corde pour diminuer la longueur de la partie qui vibre.
Un instrument a donc une tonalité propre qui dépend, notamment, de sa longueur. Un instrument dont la note fondamentale est un do est un instrument en ut. De même, un instrument dont la note fondamentale est un si ♭ est un instrument en si ♭.

### Familles d'instruments
La plupart des instruments à vent, comme la clarinette ou le saxophone, pour une longueur de tube donnée, ont une tessiture limitée. De plus, par le passé, pour limiter la complexité des instruments, le nombre de clés était limité. Résultat : un instrument donné ne pouvait pas reproduire toutes les notes (ces instruments n'étaient pas chromatiques), mais seulement les notes d'une gamme. On a donc créé des copies des instruments avec des tubes plus longs ou plus courts, donc de tonalités différentes, pour pouvoir jouer toutes les notes avec une belle sonorité et avec justesse.
En faisant varier la longueur des tubes (et les dimensions des instruments) et les mécanismes de correction tonale (clés, position des trous, rebroussement du tube), on peut faire apparaître des sous-familles : contrebasse, basse, baryton, ténor, alto, soprano. C'est le cas par exemple pour le saxophone : il existe le saxophone alto, le saxophone ténor, etc.

### Intervalles de transposition
L'intervalle de décalage entre son réel et note jouée est constant. Ainsi, il y a toujours 3 tons et demi d'écart (quinte juste) entre la note d'un instrument en fa et le son réel joué, dans le cas d'un une transposition descendante. Un la écrit correspond à un ré, car il y a 5 notes d'écart : la, sol, fa, mi, ré.
La tonalité n'indique pas s'il s'agit d'un fa plus haut — quarte ascendante — ou plus bas — quinte descendante —. C'est donc une chose que le joueur doit savoir d'avance et mémoriser avec la pratique. Il est beaucoup plus courant que l'intervalle soit descendant.
Selon certains auteurs, lorsque l'intervalle est d'une octave juste ou deux — ascendante pour le piccolo, descendante pour la contrebasse ou la guitare —, l'instrument n'est pas considéré comme transpositeur, car il n'y a pas de changement de tonalité ni d'armure — dièses ou bémols — sur la partition.

## Intérêt
Dans la pratique, pour un même doigté un instrument joue la gamme de do, et un autre de mi ♭, etc. Si un doigté donné est un do sur un instrument, ce même doigté devient un mi ♭ sur sa version basse, et le doigté du do est alors différent.
À contrario, un même son réel aura un doigté différent selon la tonalité de l'instrument sur lequel on joue. Par exemple un do en son réel se fera avec un doigté 1 avec un saxhorn baryton (en si♭) et avec un doigté 1, 2 avec un saxhorn alto (en mi♭). On peut facilement imaginer l'instrumentiste lisant un do réfléchir sur l'instrument qu'il joue pour savoir quel doigté adopter : un casse-tête.
La solution trouvée est d'écrire les partitions avec des notes qui correspondent à la position des doigts. Do devient « position des doigts produisant un do sur un instrument en ut (dont le son est le même que la note jouée) ». Sur un instrument « en si ♭ », la position des doigts pour jouer un do est identique mais produit donc un si ♭.
| Son réel                                   | do         | do ♯ ré ♭  | ré     | ré ♯ mi ♭ | mi        | fa    | fa ♯ sol ♭ | sol    | sol ♯ la ♭ | la      | la ♯ si ♭ | si       | do     |
| ------------------------------------------ | ---------- | ---------- | ------ | --------- | --------- | ----- | ---------- | ------ | ---------- | ------- | --------- | -------- | ------ |
| Note jouée par un euphonium en si ♭ Doigté | ré 1,2,3,4 | mi ♭ 2,3,4 | mi 3,4 | fa 1,2,4  | sol ♭ 2,4 | sol 4 | la ♭ 3     | la 1,2 | si ♭ 1     | si 2    | do 0      | ré ♭ 2,4 | ré 4   |
| Note jouée par un tuba en fa Doigté        | sol 4      | la ♭ 3     | la 1,2 | si ♭ 1    | si 2      | do 0  | ré ♭ 2,4   | ré 4   | mi ♭ 2,3   | mi 1,2  | fa 1      | sol ♭ 2  | sol 0  |
| Note jouée par une contrebasse mi ♭ Doigté | la 1,2     | si ♭ 1     | si 2   | do 0      | ré ♭ 2,4  | ré 4  | mi ♭ 2,3   | mi 1,2 | fa 1       | sol ♭ 2 | sol 0     | la ♭ 2,3 | la 1,2 |
| Note jouée par une contrebasse si ♭ Doigté | ré 4       | mi ♭ 2,3   | mi 1,2 | fa 1      | sol ♭ 2   | sol 0 | la ♭ 2,3   | la 1,2 | si ♭ 1     | si 2    | do 0      | ré ♭ 2,3 | ré 1   |

Remarquez que pour un même son réel, le doigté sera différent selon l'instrument : le son do est fait avec le doigté 4, 0, 1-2 ou 1. Par contre, le doigté est toujours le même quel que soit l'instrument, pour la même note jouée par l'instrumentiste : le doigté du do est toujours fait avec la position 0. Finalement, les doigtés sont juste décalés par rapport au son réel selon un intervalle déterminé par la tonalité de l'instrument.
L'intérêt de ce procédé est la possibilité, pour un instrumentiste, de jouer les différents membres d'une famille d'instruments en utilisant les mêmes doigtés pour tous.
Par exemple, s'agissant du saxophone, le soprano, dans le registre aigu, le baryton, dans le registre grave, et tous les autres membres de la famille des saxophones ont le même doigté pour chacune des notes écrites mais un son différent pour chaque note entendue.
Un saxophoniste n'aura donc à apprendre qu'une série de doigtés pour pouvoir jouer des différents types de saxophone, la famille de cet instrument étant transpositrice, et c'est sa partition qui sera adaptée par transposition en fonction de l'instrument.

## Cas particuliers
- Certains instrumentistes ne lisent pas leurs partitions en notes transposées mais en son réel. C'est le cas en particulier chez les trombonistes et certains tubistes qui sont généralement classés, à tort, comme des instruments non transpositeurs. Citons également les flûtes à bec, pour lesquelles l'instrumentiste apprend un doigté différent pour chaque taille de flûte (soprano en do, alto en fa, alto en sol, flûte de voix en ré…). Dans ce cas leurs partitions sont en ut et ne sont pas transposées. Ces instrumentistes vont lire un do sur la partition et y produire un do (son entendu). L'inconvénient est d'avoir à apprendre plusieurs séries de doigtés, si l'instrumentiste est appelé à jouer de tous les instruments d'une famille durant sa carrière. Une autre solution est de devoir jongler avec plusieurs clefs.

- Malgré l'avantage d'appliquer un doigté identique à tous les instruments d'une même famille, on retrouve l'inconvénient de compliquer la lecture (voir Transposition et Clef), surtout pour le chef d'orchestre, dont les partitions contiennent toutes les parties avec les transpositions correspondantes, lorsqu'il s'agit d'instruments transpositeurs. Rompant avec une longue tradition, la plupart des compositeurs contemporains, à la suite de Prokofiev et d'Arthur Honegger, ont fini par écrire leurs partitions d'orchestre « en ut », c'est-à-dire sans les transpositions, et c'est le copiste qui rétablit la transposition pour les partitions séparées, lues par l'instrumentiste.

- Certains musiciens peuvent être amenés à transposer à vue lorsqu'ils doivent lire la partition d'un instrument transpositeur tombé en désuétude, ou qu'ils lisent la partition d'un instrument qui n'est pas dans la même tonalité. Dans ce cas, si leur instrument est déjà transpositeur, on a affaire à une double transposition. C’est fréquent pour les cornistes, car, si leur instrument est, au XXIe siècle, « en fa », à l'origine, il pouvait être dans toutes les tonalités, le corniste passant de l'une à l'autre grâce à des corps de rechange. Ainsi, un cor en fa — sons réels à la quinte descendante — lisant une partie de cor en sol — sons réels à la quarte descendante —, devra hausser d'un ton les notes qu'il lit.
- Sur les instruments à frettes et à cordes pincées, l'usage du capodastre transforme l'instrument en instrument transpositeur. Par exemple lorsque les guitaristes jouent de la musique renaissance écrite pour un luth en sol (selon une convention assez récente, les instruments de l'époque n'ayant pas de tonalité fixe), ils placent un capodastre avant la 3ème frette. Le mi noté sur les partitions modernes devient alors un sol. L'usage presque exclusif de la tablature, pour cette famille d'instruments, du XVIè au XVIIIè siècle, faisait de cette caractéristique la règle, puisque la note réelle devenait exclusivement fonction de l'instrument. La notation avait alors valeur de transposition universelle, n'indiquant aucun son réel mais seulement la hauteur relative des notes pour toutes les tonalités possibles.

## Liste d'instruments transpositeurs
Beaucoup d'instruments à vent sont transpositeurs, principalement en si ♭, en mi ♭ ou en fa. Les flûtes, les hautbois, les bassons, la trompette en ut et le contretuba en ut sont des instruments non transpositeurs. D'autres instruments, les percussions à clavier comme le xylophone ou le glockenspiel, transposent d'une ou de deux octaves plus haut la note écrite. Cela ne change pas la tonalité, comme précisé plus haut, dans le cas d'octaves justes.
La liste suivante indique les instruments transpositeurs les plus usuels au XXIe siècle, avec l'intervalle de transposition correspondant. Il s'agit toujours de l'intervalle pour obtenir la note entendue en partant de la note lue. Sauf précision différente, l'intervalle est majeur ou juste, et la partition notée en clé de sol.

### Bois
- Piccolo ou petite flûte (en ré ♭) : neuvième mineure ascendante (jadis utilisé dans les harmonies ou musiques militaires)
- Flûte alto (en sol) : quarte juste descendante
- Hautbois d'amour (en la) : tierce mineure descendante
- Cor anglais (en fa) : quinte juste descendante
- Petite clarinette en mi ♭ : tierce mineure ascendante
- Clarinette en si ♭ : seconde majeure descendante
- Clarinette en la : tierce mineure descendante
- Cor de basset (en fa) : quinte juste descendante
- Clarinette basse (en si ♭) : neuvième majeure descendante, ou seconde majeure descendante quand elle est écrite en clé de fa

- Saxophone soprano (en si ♭) : seconde majeure descendante
- Saxophone alto (en mi ♭) : sixte majeure descendante
- Saxophone ténor (en si ♭) : neuvième majeure descendante
- Saxophone baryton (en mi ♭) : treizième majeure descendante (écrit en clé de sol)

### Cuivres
- Cor en fa : quinte juste descendante (si écrit en clé de fa : le plus souvent quarte juste ascendante)
- Petite trompette en ré : seconde majeure ascendante
- Trompette en si ♭ : seconde majeure descendante
- Cornet à pistons (en si ♭) : seconde majeure descendante
- Bugle (en si ♭) : seconde majeure descendante
- Trombones : écrit en clé de fa, seconde majeure descendante (bien que la partition est écrite en son réel ; les tromboniste à piston eux lisent généralement en si ♭ et en clé de sol)
- Saxhorn basse (en si ♭) : écrit en clé de fa (ou clé de sol), seconde majeure descendante
- Euphonium en si ♭ : écrit en clé de sol (ou clé de fa), neuvième majeure descendante (parfois écrit en son réel, surtout aux États-Unis)
- Saxhorn contrebasse en mi ♭ : écrit en clé de fa, sixte majeure descendante (parfois écrit en son réel)
- Tuba en fa : douzième juste descendante
- Saxhorn contrebasse en si ♭ : écrit en clé de fa, neuvième majeure descendante (parfois écrit en son réel)
- Soubassophone (ou sousaphone) en si ♭ ou en mi ♭ ou en fa : écrit dans la clé de sol, seizième majeure descendante ou treizième majeure descendante ou douzième juste descendante